# 隅修三
隅 修三（すみ しゅうぞう、1947年7月11日 - ）は、日本の実業家。東京海上日動火災保険相談役。日本台湾交流協会会長。
山口県玖珂郡錦町（現・岩国市）生まれ。早稲田大学高等学院、早稲田大学理工学部卒業。
漫画家の弘兼憲史は中学時代（高水高等学校・付属中学校）の同級生。弘兼の作品「会長島耕作」では島が「経済連（経団連がモデル）」副会長への就任を固辞し「経済交友会（経済同友会がモデル）」に転じるが、隅は逆に経済同友会副代表幹事を辞して経団連副会長に就任している。また島と隅は同年に会長に就任している。

## 経歴
- 1947年7月　山口県玖珂郡錦町（現・岩国市）生まれ[1]
- 1963年3月　高水高等学校・付属中学校卒業[2]
- 1966年3月　早稲田大学高等学院卒業[3]
- 1970年3月　早稲田大学理工学部土木工学科卒業
- 1970年4月　東京海上火災保険株式会社入社
- 2000年6月　同社取締役海外本部ロンドン首席駐在員
- 2001年7月　同社取締役海外本部部長兼ロンドン首席駐在員
- 2002年6月　同社常務取締役
- 2004年10月 東京海上日動火災保険株式会社常務取締役
- 2005年6月　同社専務取締役
- 2005年12月 同社専務取締役抜本改革推進部長
- 2006年6月　同社専務取締役
- 2007年6月　同社取締役社長、株式会社ミレアホールディングス取締役社長
- 2008年7月　東京海上ホールディングス株式会社取締役社長
- 2013年 ロンドン市名誉市民（Freedom of the City of London, Freeman)
- 2013年6月 東京海上ホールディングス株式会社取締役会長、東京海上日動火災保険株式会社取締役会長
- 2015年 経済同友会副代表幹事を任期途中で退任し、日本経済団体連合会副会長に就任
- 2016年 ソニー株式会社社外取締役就任
- 2016年4月 東京海上日動火災保険株式会社相談役（現職）
- 2018年2月 国際保険会議「保険の殿堂」受賞[4]
- 2025年6月 日本台湾交流協会会長就任[5]